# Madagaszkári vari

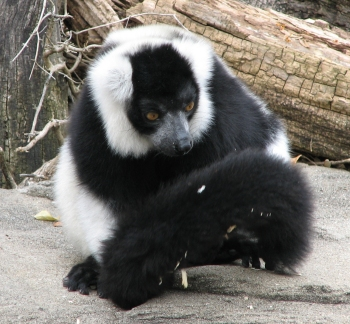
Fekete-fehér vari

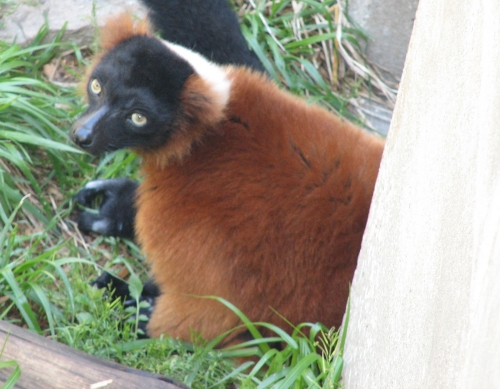
Vörös vari

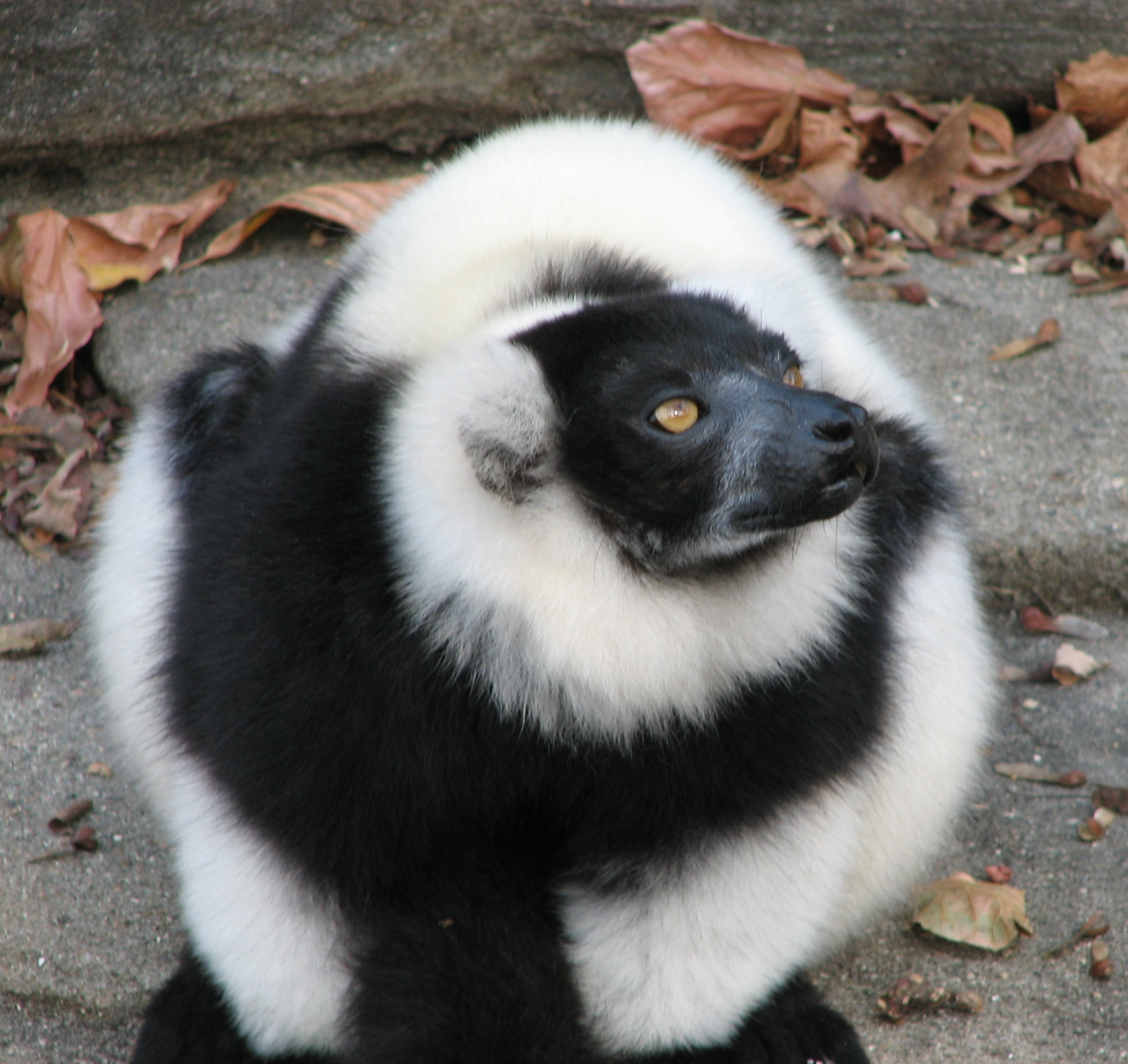

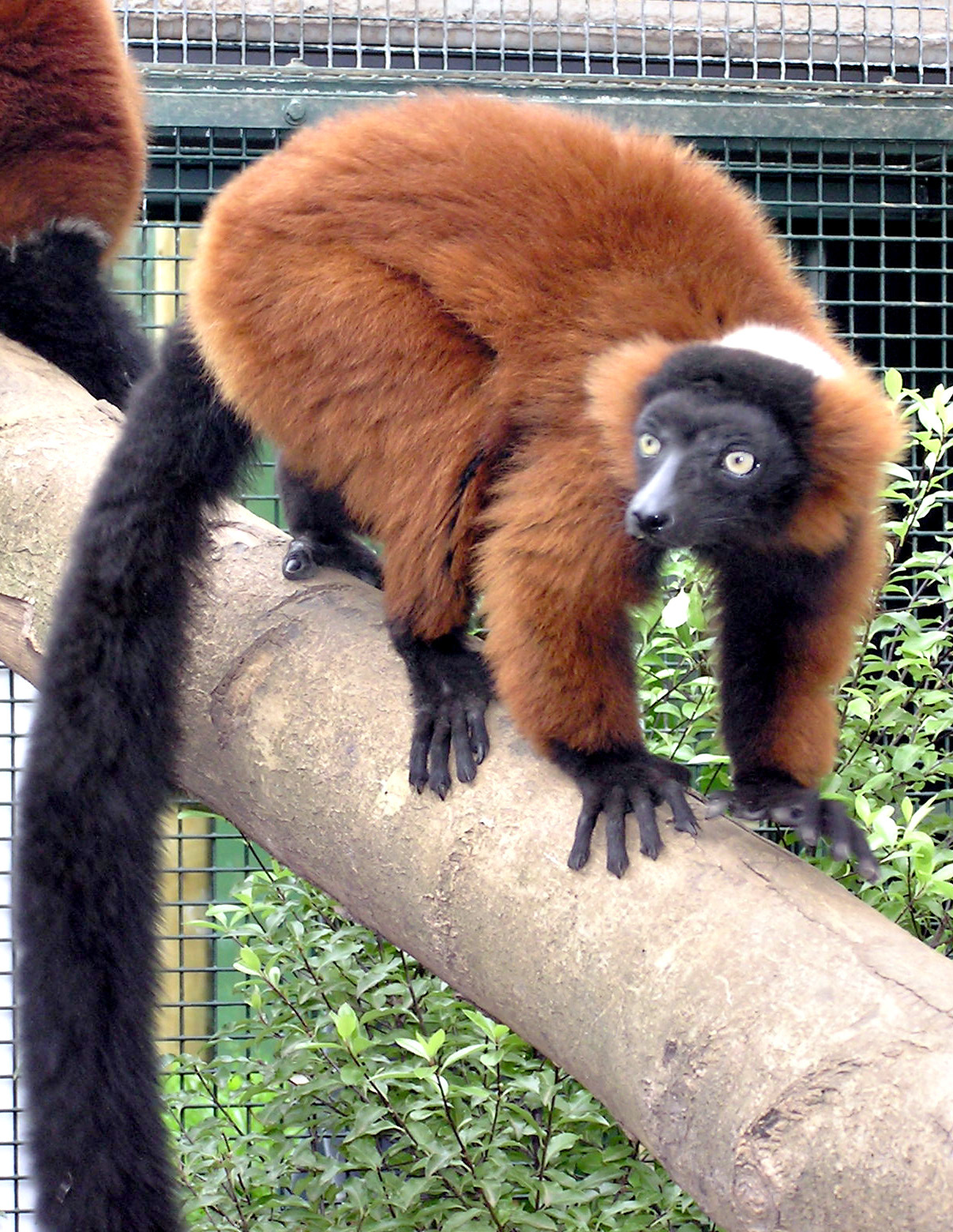

A vari (Varecia) az emlősök (Mammalia) osztályába, a főemlősök (Primates) rendjébe és a makifélék (Lemuridae) családjába tartozó nem. Két faj tartozik a nemhez.

## Előfordulása
Madagaszkár trópusi esőerdeiben élnek.

## Megjelenése
A varik a legnagyobb termetű makifajok.
Teljes hosszuk 50–60 cm, farkuk 65 centiméter hosszú, súlyuk 3,2 és 4,5 kg közötti. 
Szőrzetük hosszú és puha, fekete-fehér vagy vörös-fehér színű.

## Életmódja
A lombkorona lakói, ahol a nappalt főként pihenéssel és napozással töltik. Rendkívül ügyesen mozognak a fák ágain, hatalmasakat ugorva fáról fára. Szinte kizárólag gyümölcsökkel táplálkoznak.
A varik csoportosan élnek. Egy csoportban három-öt állat él együtt, egy szülőpár és azok még ivaréretlen utódai.
A csapatok fülsüketítő üvöltéssel védik és jelölik a territóriumukat, amely leginkább az oroszlán és szamár ordítás keverékének hangzik. A területük határait szaganyagokkal is jelzik a fajtársaik számára.

## Szaporodása
A nőstények az ágvillák közé fészket raknak levelekből, oda rejtik a megszülető kicsinyeiket. A kölykök 3 hét múlva másznak ki először fészekből, 7 hetes korukra már a felnőttekhez hasonló ügyességgel mozognak. A fiatalok 2-3 éves korukban válnak ivaréretté.

## Rendszertana
Két faját különböztetik meg, a fekete-fehér varit (Varecia variegata)  és a vörös-fekete színű vörös varit (Varecia rubra). A korábbi rendszerezések a két fajt egyazon faj (Varecia variegata) két alfajának tartották (Varecia variegata variegata és Varecia variegata rubra). A varik közeli rokona volt a mára már kihalt Pachylemur nem, mely nagyjából ezer évvel ezelőtt élt Madagaszkár szigetén.

### Fekete-fehér vari
A fekete-fehér vari (Varecia variegata) a fej egy része és a háta fehér, míg testének többi része fekete. Madagaszkár keleti részén él és a Természetvédelmi Világszövetség szerint "veszélyeztetett" faj.
A fekete-fehér varinak 3 alfaját különböztetik meg:
- Varecia variegata variegata
- Varecia variegata editorum
- Varecia variegata subcincta

### Vörös vari
A vörös vari (Varecia rubra) teste javarészt rókavörös színű, hasa, farka és arca azonban fekete. A vörös varik kizárólag a Masoala-félszigeten élnek, amely Madagaszkár szigetének keleti részén található. A Természetvédelmi Világszövetség szerint természetvédelmi besorolása "súlyosan veszélyeztetett".

## Állatkerti tartásuk
A varik javarészt nappali életmódjuk és tetszetős külsejük miatt mindig is kedvelt állatkerti állatnak számítottak, ma is sokfelé előfordulnak állatkertekben. Az utóbbi időben főleg a súlyosan veszélyeztetett vörös varit tartják többfelé.
Jelenleg Magyarországon is több állatkertben élnek varik.  Veszprémben vörös varikat gondoznak, Debrecenben fekete-fehér vari látható, míg Nyíregyházán és Budapesten mindkét fajt tartják. Sőt, Nyíregyházán sikeresen kitenyésztették a 3 színű változatot is, ami egy vörös és egy fekete-fehér vari keveréke, így 3 színű a vari, fekete, fehér és vörös.